# Enefiok Udo-Obong
Enefiok Udo-Obong (22 mei 1982) is een Nigeriaanse atleet, die is gespecialiseerd in de sprint. Hij won twee medailles op de Olympische Spelen.
In 2000 werd hij met zijn teamgenoten Clement Chukwu, Jude Monye, Sunday Bada tweede op de Olympische Spelen van Sydney op de 4 x 400 m estafette. Met een tijd van 2.58,68 versloegen ze het team van Jamaica (2.58,78) en eindigde ze achter het Amerikaanse team (2.56,35). Toen later bleek dat de Amerikaan Jerome Young niet startgerechtigd was schoven ze op naar de eerste positie. Later werd deze beslissing ongedaan gemaakt door het CAS en werd de oorspronkelijke uitslag hersteld. Later werd bekend dat door dopinggebruik van Antionio Pettigrew de Amerikaanse estafetteploeg toch werd gediskwalificeerd. De gouden medaille is inmiddels vergeven aan het Nigeriaanse team.
Op de Olympische Spelen van 2004 in Athene maakte hij met zijn teamgenoten
James Godday, Musa Audu, Saul Weigopwa onderdeel uit van de 4 x 400 m estafetteploeg. Het team won een bronzen medaille achter de teams van de Verenigde Staten en Australië.
Op hetzelfde onderdeel sneuvelde hij al in de kwalificatieronde bij de wereldkampioenschappen atletiek 2005 in het Finse Helsinki.
Op de Gemenebestspelen 2006 werd hij in de finale van de 200 m zevende met 20,69 seconden. Deze wedstrijd werd gewonnen door de Jamaicaan Omar Brown in 20,47. Op de 4 x 400 m estafette liep hij 3.02,16 met zijn teamgenoten Bolaji Lawal, James Godday, Saul Weigopwa.

## Titels
- Nigeriaans kampioen 200 m - 2005
- Nigeriaans kampioen 400 m - 2002

## Persoonlijke records
| Onderdeel | Prestatie | Datum            | Plaats    |
| --------- | --------- | ---------------- | --------- |
| 200 m     | 20,67 s   | 22 maart 2006    | Melbourne |
| 300 m     | 32,64 s   | 27 augustus 2002 | Luik      |
| 400 m     | 45,68 s   | 21 juli 2000     | Lagos     |

## Palmares

### 200 meter
- 2006: 7e Gemenebestspelen - 20,69 s

### 4 x 400 m estafette
- 2000:  OS - 2.58,68
- 2001: 5e WK indoor - 3.16,53
- 2004:  OS - 3.00,90

1912: Sheppard, Lindberg, Meredith, Reidpath ·
1920: Griffiths, Lindsay, Ainsworth-Davis, Butler ·
1924: Cochran, Helffrich, MacDonald, Stevenson ·
1928: Baird, Alderman, Spencer, Barbuti ·
1932: Fuqua, Ablowich, Warner, Carr ·
1936: Wolff, Rampling, Roberts, Brown ·
1948: Harnden, Bourland, Cochran, Whitfield ·
1952: Wint, Laing, McKenley, Rhoden ·
1956: Jenkins, Jones, Mashburn, Courtney ·
1960: Yerman, Young, G. Davis, O. Davis ·
1964: Cassell, Larrabee, Williams, Carr ·
1968: Matthews, Freeman, James, Evans ·
1972: Asati, Nyamau, Ouko, Sang ·
1976: Frazier, Brown, Newhouse, Parks ·
1980: Valiulis, Linge, Tsjernetski, Markin ·
1984: Nix, Armstead, Babers, McKay ·
1988: Everett, Lewis, Robinzine, Reynolds ·
1992: Valmon, Watts, Johnson, Lewis ·
1996: Harrison, Smith, Mills, Maybank ·
2000: Bada, Chukwu, Monye, Udo-Obong  ·
2004: Harris, Brew, Wariner, Williamson ·
2008: Merritt, Taylor, Neville, Wariner ·
2012: Brown, Pinder, Mathieu, Miller ·
2016: Hall, McQuay, Roberts, Merritt ·
2020: Cherry, Norman, Deadmon, Benjamin ·
2024: Bailey, Norwood, Deadmon, Benjamin